# Camponotus texens
Camponotus texens é uma espécie de inseto do gênero Camponotus, pertencente à família Formicidae.